# Wechsel (bjerg)
Wechsel er et bjergområde i Alperne på grænsen mellem de østrigske delstater Steiermark og Niederösterreich. De er Østalpernes østligste bjergkæde.
Wechsels højeste bjergtop er Hochwechsel (1.743 m.o.h.). Nordvest herfor ligger Umschußriegel (1.720 m.o.h.) og Schoberlriegel (1.704 m.o.h.) og øst for ligger Niederwechsel (1.669 m.o.h.). I Wechsel uspringer Pitten-flodens kilder.
Over Wechselpasset går en pasvej, som var den vigtigste forbindelse mellem Østrigs to største byer Wien og Graz inden Süd Autobahn (motorvej A2) blev bygget i 1980'erne. Den gamle landevej er i dag en turist- og panoramavej på grund af de storslåede udsigter fra vejen.